# ویل باهی محمد
ویل باهی محمد (انگلیسی: Oueil Behi Mohamed؛ زادهٔ ۱۸ ژانویهٔ ۱۹۴۹) بازیکن والیبال اهل تونس بود.